# Técnica del caballo de obstáculos
La técnica del caballo de obstáculos es una táctica de educación y de entrenamiento de un caballo de salto de obstáculos, orientada a hacer que el animal sea más respetuoso de las barras. Para esto conseguir, el entrenador de alguna manera sensibiliza las patas del animal al momento de ejecutar el salto. Esta técnica oficialmente no es recomendada, pero en razón de la orientación actual de las competiciones de salto de obstáculos, promovidas con importantes recompensas y dotadas de barras ligeras que caen con apenas un roce, con frecuencia se la aplica en el alto nivel competitivo.

## Técnica
Para tratar de que el caballo eleve sus patas lo más alto posible, hay varias técnicas. La más clásica consiste en elevar un poco la barra de obstáculos en el momento que el caballo la supera, a efectos que sienta algún dolor y por tanto intente saltar más alto la siguiente vez. Otra técnica consiste en golpear las patas traseras del animal con algún objeto (por ejemplo con una caña de bambú como ha sido autorizado, aunque se prohíbe el uso de barras de hierro, así como de barras con objetos puntiagudos). Ciertos entrenadores embadurnan las patas del animal con un producto que le sensibiliza, haciendo que todo contacto sea un poco más doloroso. Estos productos son particularmente difíciles de detectar durante los controles antidopaje.

## Controversias y prohibiciones
En razón de su lado cruel, las técnicas recién reseñadas están prohibidas por la Federación Ecuestre Internacional.
De todas maneras, y según la revista Cheval magazine, estos procedimientos son aún hoy día empleados por algunos entrenadores poco escrupulosos, y una prueba de estos desvíos, ha sido la presencia de cuatro caballos dopados con capsaicina en los Juegos Olímpicos de Pekín 2008, así como la existencia de caballos que superan los obstáculos con un margen exagerado. Detectar con veracidad la aplicación de estos procedimientos ilegales o poco recomendados por cierto es sumamente difícil, pues generalmente los caballos son entrenados en propiedades privadas, lejos de miradas indiscretas.

## Cultura popular
Una escena que muestra esta técnica de entrenamiento, puede ser vista en el film titulado National Velvet (1944).